# 比爾卡河 (索布河支流)
比爾卡河（烏克蘭語：Білка）是烏克蘭的河流，位於該國西南部，屬於索布河的右支流，流經文尼察州，河道全長14公里，流域面積64.6平方公里，河畔城鎮有比爾基、韋爾比夫卡和拉赫尼。